# Cherokee-Klasse (2021)
Die Cherokee-Klasse besteht aus zwei reinen Eisenbahnfähren des US-amerikanischen Unternehmens CG Railway (CGR).

## Allgemeines
CG Railway betreibt seit 2000 eine Eisenbahnfährverbindung von Mobile in Alabama nach Coatzacoalcos in Mexiko. Der Seeweg über den Golf von Mexiko ist doppelt so schnell wie der Landweg. Beide Häfen sind sehr gut an das jeweilige Schienennetz angeschlossen.
Mit den Eisenbahnfähren Bali Sea und Banda Sea konnten jeweils maximal 115 Güterwagen mit einer Geschwindigkeit von 7 Knoten befördert werden. Die beiden Neubauten der Cherokee-Klasse können auf zwei Decks maximal 135 Güterwagen mit einer Geschwindigkeit von 14 Knoten transportieren, d. h. die Leistungsfähigkeit der Eisenbahnfährverbindung (Güterwagen/Jahr) wird durch ihren Einsatz mehr als verdoppelt.

## Die Schiffe
Der Auftrag wurde am 17. Oktober 2018 von Seacor Holdings an die China State Shipbuilding Corporation vergeben. Gebaut wurden die Schiffe bei Huangpu Wenchong Shipbuilding in Guangzhou.
Das Typschiff Cherokee lief als Baunummer H3089 am 23. Januar 2021 vom Stapel und wurde 8. Juni 2021 abgeliefert. Die Jungfernfahrt begann am 12. September 2021 in Mobile. Das Schwesterschiff Mayan lief als Baunummer H3090 am 8. Juni 2021 vom Stapel und wurde am 22. September 2021 abgeliefert. Im Dezember 2021 hat das Schiff seinen Dienst aufgenommen.
Beide Schiffe sind ausgeflaggt und in Majuro auf den Marshallinseln registriert.